# Phreatia densispica
Phreatia densispica är en orkidéart som beskrevs av Henry Nicholas Ridley. Phreatia densispica ingår i släktet Phreatia och familjen orkidéer. Inga underarter finns listade i Catalogue of Life.